# The Man from Lost River
The Man from Lost River is een Amerikaanse dramafilm uit 1921 onder regie van Frank Lloyd. Destijds werd de film in Nederland uitgebracht onder de titel De man van Lost River. De film is wellicht zoekgeraakt.

## Verhaal
Jim Barnes is opgegroeid in de bossen en hij weet niet goed hoe hij moet omgaan met vrouwen. Als voorman in een houthakkerskamp wordt hij verliefd op Marcia Judd. Zij wordt het hof gemaakt door de stadsjongen Arthur Fosdick. Marcia merkt al vlug dat Arthur een lafaard is, die alleen aan zichzelf denkt. Ze gaat beseffen dat ze eigenlijk houdt van Jim.

## Rolverdeling
| Acteur          | Personage       |
| --------------- | --------------- |
| House Peters    | Jim Barnes      |
| Fritzi Brunette | Marcia Judd     |
| Allan Forrest   | Arthur Fosdick  |
| James Gordon    | Rossiter        |
| Monte Collins   | Mijnheer Carson |
| Milla Davenport | Mevrouw Carson  |